# (11072) Hiraoka
(11072) Hiraoka (1992 GP) – planetoida z pasa głównego asteroid, okrążająca Słońce w ciągu 3,69 lat, w średniej odległości 2,39 j.a. Odkryta 3 kwietnia 1992 roku.